# Globicornis bodemeyeri
Globicornis bodemeyeri is een keversoort uit de familie spektorren (Dermestidae). De wetenschappelijke naam van de soort werd in 1900 gepubliceerd door Ludwig Ganglbauer in Bodemeyer.